# Brassavola
Brassavola R.Br. è un genere di piante della famiglia delle Orchidacee, diffuso nell'ecozona neotropicale.

## Tassonomia
Comprende le seguenti specie:
- Brassavola acaulis Lindl. & Paxton
- Brassavola angustata Lindl.
- Brassavola appendiculata A.Rich. & Galeotti
- Brassavola ceboletta Rchb.f.
- Brassavola cucullata (L.) R.Br.
- Brassavola fasciculata Pabst
- Brassavola filifolia Linden
- Brassavola flagellaris Barb.Rodr.
- Brassavola gardneri Cogn.
- Brassavola gillettei H.G.Jones
- Brassavola grandiflora Lindl.
- Brassavola harrisii H.G.Jones
- Brassavola martiana Lindl.
- Brassavola nodosa (L.) Lindl.
- Brassavola perrinii Lindl.
- Brassavola pitengoensis Campacci
- Brassavola reginae Pabst
- Brassavola retusa Lindl.
- Brassavola revoluta Barb.Rodr.
- Brassavola rhomboglossa Pabst
- Brassavola subulifolia Lindl.
- Brassavola tuberculata Hook.
- Brassavola venosa Lindl.
- Brassavola xerophylla Archila